# Hyposoter pallipes
Hyposoter pallipes är en stekelart som först beskrevs av Smits van Burgst 1912.  Hyposoter pallipes ingår i släktet Hyposoter och familjen brokparasitsteklar. Inga underarter finns listade i Catalogue of Life.